# Candida silvanorum
Candida silvanorum är en svampart som beskrevs av Van der Walt, Klift & D.B. Scott 1971. Candida silvanorum ingår i släktet Candida, ordningen Saccharomycetales, klassen Saccharomycetes, divisionen sporsäcksvampar och riket svampar.   Inga underarter finns listade i Catalogue of Life.